# Coccoloba flavescens
Coccoloba flavescens är en slideväxtart som beskrevs av Nikolaus Joseph von Jacquin. Coccoloba flavescens ingår i släktet Coccoloba och familjen slideväxter. Inga underarter finns listade i Catalogue of Life.